# Jack Condon
John Joseph Condon  est un joueur sud-africain de tennis né à Johannesburg le 9 septembre 1903 et décédé à Estcourt le 1er janvier 1967. Demi-finaliste en double aux Jeux olympiques de 1924.

## Carrière
Demi-finaliste du tournoi de double des Jeux olympiques de 1924 avec Ivie Richardson, ils perdent la petite finale pour la troisième place contre Jean Borotra et René Lacoste. Premier tour en simple battu par le français Maurice Cousin.
Huitième de finaliste au tournoi de Wimbledon 1927, perd contre René Lacoste. Seizième de finale à Roland Garros la même année.
Il joue en Coupe Davis en 1927 et 1933 pour l'Afrique du Sud.

## Palmarès

### Titre en simple
- 1925 : The Rand Championships (Johannesburg)
- 1926 : South African Championships (Johannesburg)